# Lobio
Lobio (gruzinsko ლობიო) je tradicionalna gruzijska jed iz, na različne načine pripravljenega fižola. Običajno so v lobiu poleg fižola obvezne sestavine še koriander, orehi, česen in čebula. Obstaja veliko vrst lobia, ki se lahko postreže hladen ali topel.

## Zgodovina
Jed naj bi izvirala iz ozemlja današnje Gruzije. Danes najbolj priljubljena različica je sestavljena iz rdečega fižola, ki je v Gruzijo prišel iz Amerike po letu 1500. Kot mnoge druge gruzijske jedi, je tudi lobio običajno močno začinjen, ni pa nujno pekoč. Nekateri tradicionalni recepti ne vsebujejo pekoče paprike, skoraj obvezna pa je uporaba črnega popra. 

## Priprava in sestavine
Obstaja veliko različic lobia, najpogostejša pa je različica, ki se imenuje lobio nigozit in se postreže hladna. Ta različica vsebuje kuhan rdeči fižol, ki se pretlači skupaj s česnom, čebulo, orehi, koriandrom, cvetnimi listi ognjiča, čilijem in kisom. Zmešana jed se marinira preko noči in hladna postreže naslednji dan. Topla različica običajno vsebuje beli fižol. 
Nekatere vrste lobia vsebujejo tudi meso. Tak lobio se pripravi tako, da se najprej preko noči namoči fižol z začimbami, naslednji dan pa se fižil skuha na ognju ali štedilniku. Med kuhanjem se doda meso in zelenjava, jed pa se postreže topla, običajno v lončenih posodah. Kot priloga se postreže nekvašeni kruh.